# Juhaska Turnia (Tatry Zachodnie)

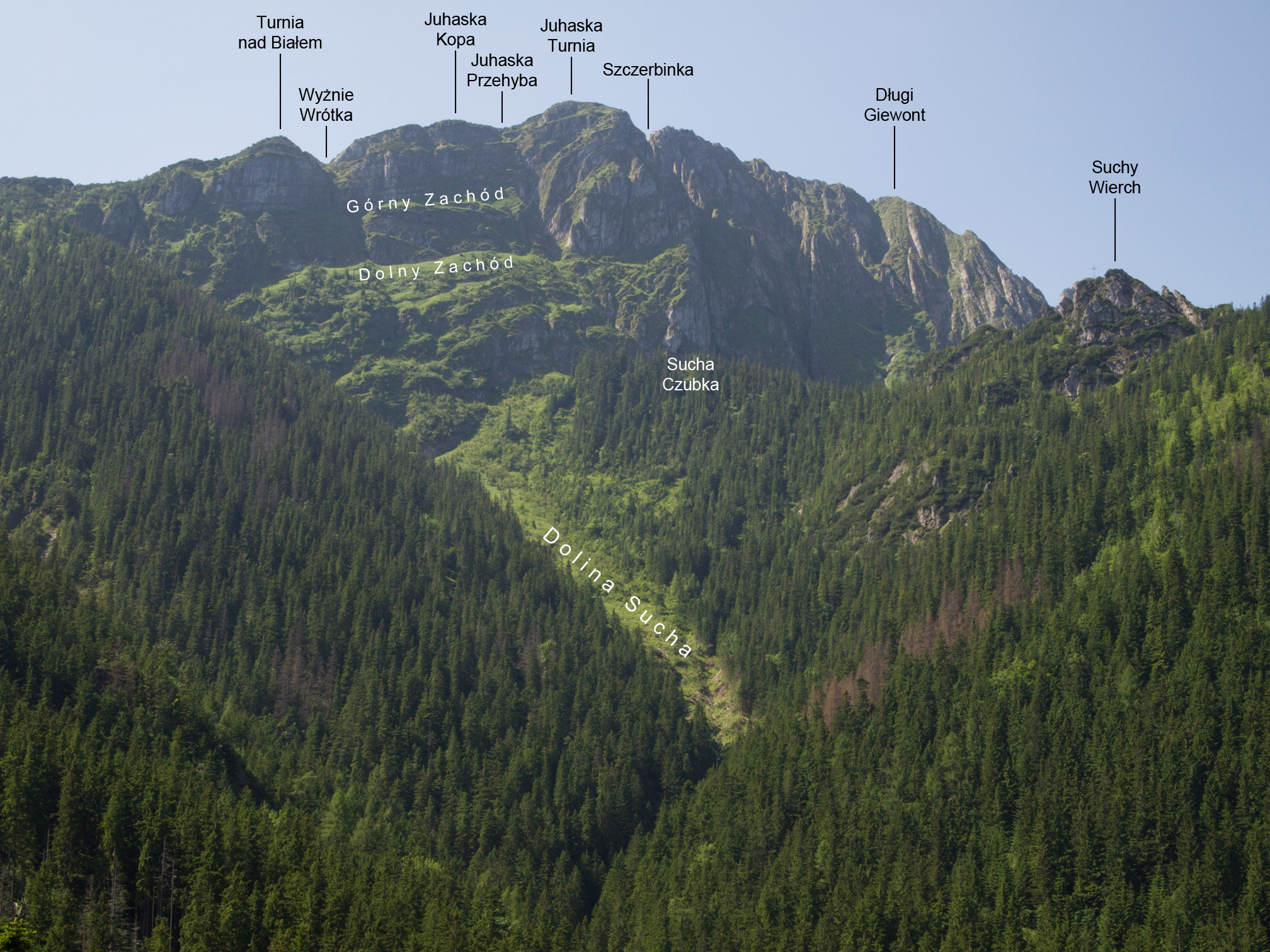
Juhaska Turnia pośrodku zdjęcia

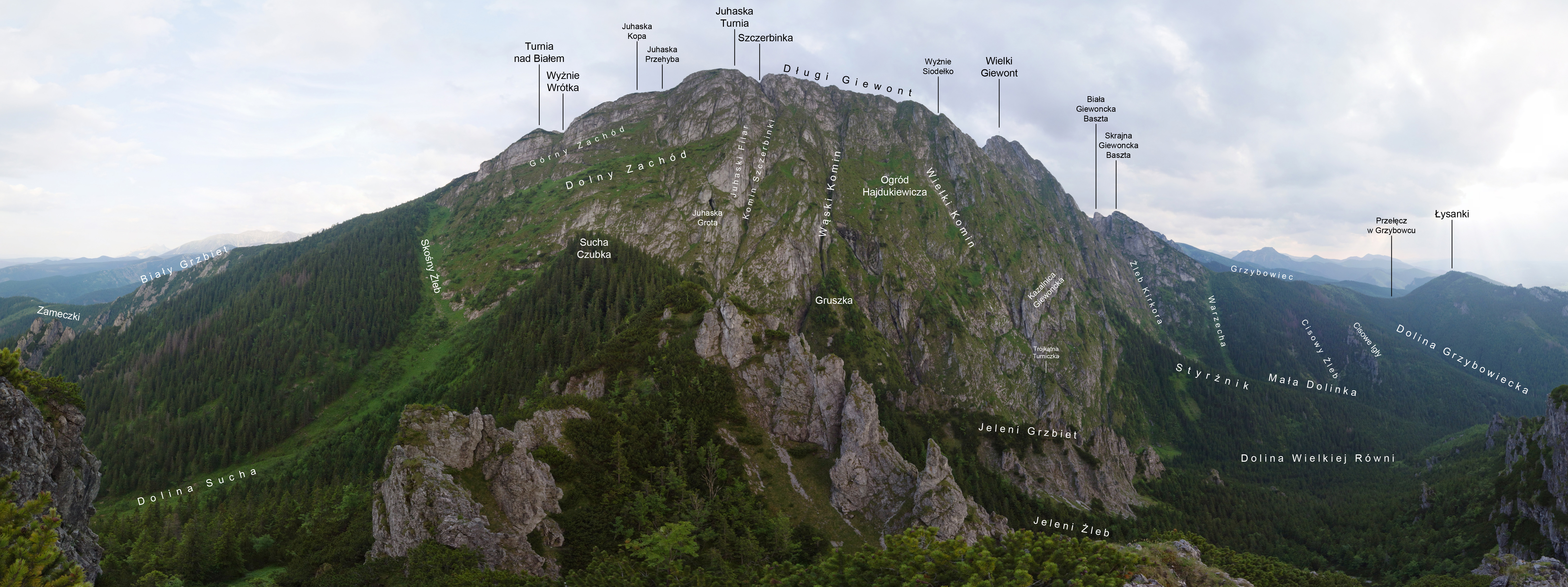
Juhaska Turnia wśród podpisanych obiektów

Juhaska Turnia – turnia w grani Długiego Giewontu w polskich Tatrach Zachodnich, znajdująca się pomiędzy Juhaską Przehybą a Szczerbinką. Na południową stronę opada kilkudziesięciometrowej wysokości ścianą na Wielki Upłaz w Dolinie Kondratowej, w północnym kierunku natomiast opada z niej do żlebu Banie w Dolinie Strążyskiej wybitny Juhaski Filar.
Juhaski Filar ma wysokość około 340 m. Jego zachodnie ograniczenie tworzy Komin Szczerbinki, wschodnie depresja opadająca z Juhaskiej Przehyby. Przecięty jest Juhaskim Siodełkiem, do którego z Doliny Suchej dochodzi Dolny Zachód. Ze żlebu Banie Juhaskim Filarem prowadzi kilkuwariantowa droga wspinaczkowa. Pierwsze przejścia różnych wariantów:
- Henryk Król-Łęgowski i Jan Krzysztof w styczniu 1988,
- Marcin Kasperek i Piotr Konopka 12 lipca 1988,
- Steve Boyer i Piotr Konopka 25 lutego 1990,
- Jacek Bilski i Władysław Cywiński 9 września 1989,
- John Grifith i Jan Muskat w marcu 1992[1].

Trudności na różnych odcinkach: III – V+ w skali trudności UIAA (tatrzańskiej). Brak letniego przejścia całego filara.
We wschodniej ścianie Juhaskiego Filara znajduje się znana od dawna Jaskinia Juhaska (Juhaska Grota). Jest trudno dostępna. W. Cywiński podaje, że „nieznani sprawcy” zamontowali na ścianie pręty zbrojeniowe ułatwiające dostęp do jaskini.

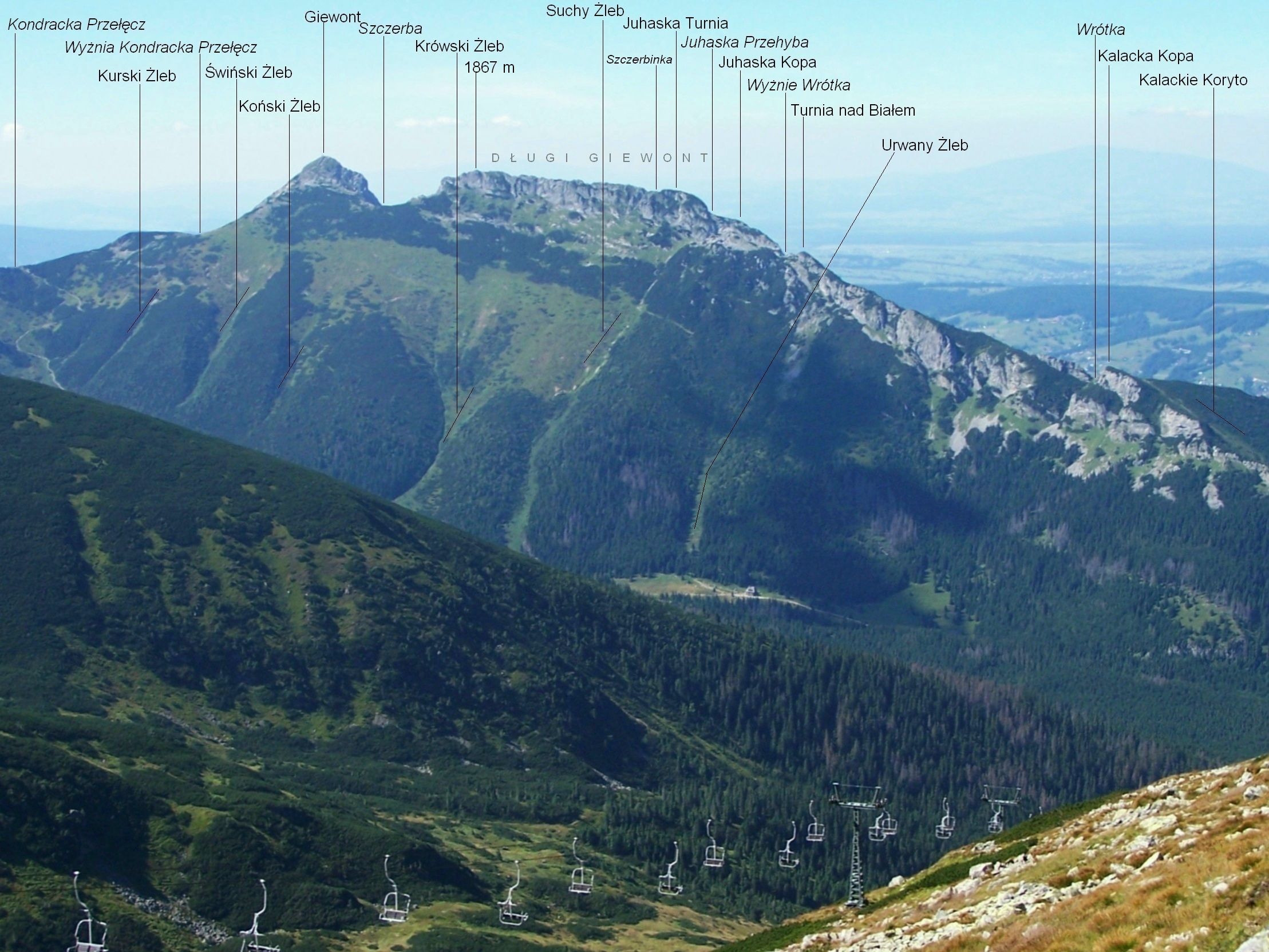
Widok na Juhaską Turnię z Kasprowego Wierchu